# Kimberleydillo waldockae
Kimberleydillo waldockae är en kräftdjursart som beskrevs av Henri Dalens1993. Kimberleydillo waldockae ingår i släktet Kimberleydillo och familjen Armadillidae. Inga underarter finns listade i Catalogue of Life.